# 菊池光
菊池 光（きくち みつ、本名・武内 邦貞(たけうち くにさだ)、1925年5月22日 - 2006年6月16日）は、日本の翻訳家。なお生年は、生前1919年米国ニューヨーク生まれとなっていたが、没後訂正された。

## 人物・来歴
東京都出身。中央大学中退。
1959年、日本生産性本部の通訳として滞米し、1962年帰国。41歳を過ぎてから翻訳を始め、1965年、静岡商工会議所を退職、翻訳専業となる。
ディック・フランシスの競馬シリーズ、ロバート・B・パーカーのスペンサー・シリーズを一人で訳した。競馬シリーズは漢字二字の邦訳題で統一され、名訳と称された。
ただし、菊池の翻訳について書評などで辛口の評価がされたことがあり、たとえば都筑道夫は『都筑道夫の読ホリデイ』で「菊池光の翻訳の会話のまずさにおどろいて、読まなくなったことがあった｣と書いている。しかし、菊池の担当編集者だった戸川安宣は、菊池の前職が通訳だったことにふまえ、「語学を、文字から学ぶ人と､会話から入る人がいますが、菊池さんは後者の代表格でしょう｡そして都筑さんは前者の見本のような方でした」と書いている。

## 翻訳
- 『夜の熱気の中で』（ジョン・ボール、早川書房） 1967、のちハヤカワ文庫
- 『墜落』（デズモンド・コーリイ、早川書房） 1968
- 『生き残った一人』ジョン・D・マクドナルド（早川書房） 1968
- 『陰謀者』（ウイリアム・ハガード、早川書房） 1969
- 『緑のマント』（ジョン・バカン、筑摩書房） 1969、のち創元推理文庫
- 『陰謀』（アーヴィング・ウォーレス、早川書房） 1969、のちハヤカワ文庫
- 『みじかい夜』（ロナルド・カークブライド、早川書房） 1969、のちハヤカワ文庫
- 『ジョンとメリー』（メーヴィン・ジョーンズ、角川文庫） 1970
- 『祟り』（トニー・ヒラーマン、角川文庫） 1971
- 『殺人プロット』（フレドリック・ブラウン、創元推理文庫） 1971
- 『エアー 相続者』（ロジャー・サイモン、角川文庫） 1972
- 『懐かしい殺人 パーシバル卿と殺人同盟』（ロバート・L・フィッシュ、日本リーダーズダイジェスト社） 1972、のちハヤカワ文庫
- 『お熱い殺人 パーシバル卿と殺人同盟』（ロバート・L・フィッシュ、日本リーダーズダイジェスト社） 1972、のちハヤカワ文庫
- 『発作』（デイヴィッド・E・フィッシャー、早川書房） 1972
- 『遠い国境』（エリック・アンブラー、創元推理文庫） 1973
- 『ディミトリオスの棺』（エリック・アンブラー、早川書房） 1974
- 『殺人教習所』（ローラン・シンガー、ハヤカワ文庫） 1974
- 『ハロウハウス11番地』（ジェラルド・A・ブラウン、早川書房） 1974、のちハヤカワ文庫
- 『偉大なるセールスマン あなたを変える信念の魔術』（オグ・マンディーノ、ダイヤモンド社） 1975
- 『ティンカー、テイラー、ソルジャー、スパイ』（ジョン・ル・カレ、早川書房） 1975、のちハヤカワ文庫
- 『もう一つの最終レース』（ディーン・R・クーンツ、ごま書房 1976、のち改題『逃切』（創元推理文庫） 1988
- 『黄金の守護精霊』（H・R・ハガード、創元推理文庫） 1976
- 『ルウィンターの亡命』（ロバート・リテル、早川書房） 1976、のちハヤカワ文庫
- 『ヴァイキング・プロセス 多国籍企業戦争』（ノーマン・ハートレイ、徳間書店） 1977
- 『隠された栄光』（アントニイ・プライス、早川書房） 1977
- 『大統領暗殺指令』（パトリック・アレクサンダー、徳間書店） 1978
- 『アブナー伯父の事件簿』（M・D・ポースト、創元推理文庫） 1978
- 『デッド・ランナー』（フランク・ロス、ハヤカワ文庫） 1978
- 『シロへの長い道』（ライオネル・デヴィッドスン、ハヤカワ文庫） 1978
- 『核パニックの五日間』（ジョゼフ・ディモーナ、創元推理文庫） 1979
- 『眠れる犬たち』（フランク・ロス、ハヤカワ文庫） 1979
- 『モスクワ・オリンピック襲撃』（ジェイムズ・パタースン、創元推理文庫） 1980
- 『シブミ』（トレヴェニアン、早川書房） 1980、のちハヤカワ文庫
- 『迷いこんだスパイ』（ロバート・リテル、早川書房） 1980、のちハヤカワ文庫
- 『風味豊かな犯罪 年刊ミステリ傑作選'76』（E・D・ホック編、創元推理文庫） 1980
- 『チャーチル・コマンド』（テッド・ウィリス、創元推理文庫） 1981
- 『レパードを取り戻せ』（クレイグ・トーマス、早川書房） 1983、のちハヤカワ文庫
- 『まるで天使のような』（マーガレット・ミラー、ハヤカワ文庫） 1983
- 『王子を守る者』（レジナルド・ヒル、早川書房） 1985
- 『五百万ドルの迷宮』（ロス・トーマス、早川書房） 1988、のちハヤカワ文庫
- 『羊たちの沈黙』（トマス・ハリス、新潮文庫） 1989
- 『プードル・スプリングス物語』（レイモンド・チャンドラー,ロバート・B・パーカー、早川書房） 1990、のちハヤカワ文庫
- 『拷問と暗殺 ヒューストン連続殺人』（デイヴィッド・L・リンジー、新潮文庫） 1993
- 『バビロンの影 特殊部隊の狼たち』（デイヴィッド・メイスン、早川書房） 1994、のちハヤカワ文庫
- 『ハイ・シエラ』（W・R・バーネット、早川書房） 2003

### ギャビン・ライアル
- 『もっとも危険なゲーム』（ギャビン・ライアル、早川書房） 1966、のち文庫
- 『本番台本』（ギャビン・ライアル、早川書房） 1967、のち文庫
- 『影の護衛』（ギャビン・ライアル、早川書房） 1981、のち文庫
- 『マクシム少佐の指揮』（ギャビン・ライアル、早川書房） 1983、のち文庫
- 『クロッカスの反乱』（ギャビン・ライアル、早川書房） 1986、のち文庫

### ディック・フランシス
- 『大穴』（ディック・フランシス、早川書房） 1967、のち文庫
- 『興奮』（ディック・フランシス、早川書房） 1967、のち文庫
- 『度胸』（ディック・フランシス、早川書房） 1968、のち文庫
- 『本命』（ディック・フランシス、早川書房） 1968、のち文庫
- 『罰金』（ディック・フランシス、早川書房） 1969、のち文庫
- 『飛越』（ディック・フランシス、早川書房） 1969、のち文庫
- 『血統』（ディック・フランシス、早川書房） 1969、のち文庫
- 『査問』（ディック・フランシス、早川書房） 1970、のち文庫
- 『混戦』（ディック・フランシス、早川書房） 1971、のち文庫
- 『煙幕』（ディック・フランシス、早川書房） 1973、のち文庫
- 『暴走』（ディック・フランシス、早川書房） 1974、のち文庫
- 『転倒』（ディック・フランシス、早川書房） 1975、のち文庫
- 『重賞』（ディック・フランシス、ハヤカワ文庫） 1976
- 『追込』（ディック・フランシス、早川書房） 1977、のち文庫
- 『障害』（ディック・フランシス、早川書房） 1979、のち文庫
- 『骨折』（ディック・フランシス、ハヤカワ文庫） 1978
- 『試走』（ディック・フランシス、早川書房） 1980、のち文庫
- 『女王陛下の騎手』（ディック・フランシス、晶文社） 1981、のちハヤカワ文庫
- 『利腕』（ディック・フランシス、早川書房） 1981、のち文庫
- 『反射』（ディック・フランシス、早川書房） 1982、のち文庫
- 『配当』（ディック・フランシス、早川書房） 1983、のち文庫
- 『名門』（ディック・フランシス、早川書房） 1984、のち文庫
- 『証拠』（ディック・フランシス、早川書房） 1985、のち文庫
- 『奪回』（ディック・フランシス、早川書房） 1985、のち文庫
- 『侵入』（ディック・フランシス、早川書房） 1986、のち文庫
- 『連闘』（ディック・フランシス、早川書房） 1987、のち文庫
- 『黄金』（ディック・フランシス、早川書房） 1988、のち文庫
- 『横断』（ディック・フランシス、早川書房） 1989、のち文庫
- 『直線』（ディック・フランシス、早川書房） 1990、のち文庫
- 『標的』（ディック・フランシス、早川書房） 1991、のち文庫
- 『帰還』（ディック・フランシス、早川書房） 1992、のち文庫
- 『密輸』（ディック・フランシス、早川書房） 1993、のち文庫
- 『決着』（ディック・フランシス、早川書房） 1994、のち文庫
- 『告解』（ディック・フランシス、早川書房） 1995、のち文庫
- 『敵手』（ディック・フランシス、早川書房） 1996、のち文庫
- 『不屈』（ディック・フランシス、早川書房） 1997、のち文庫
- 『騎乗』（ディック・フランシス、早川書房） 1998、のち文庫
- 『烈風』（ディック・フランシス、早川書房） 2000、のち文庫
- 『勝利』（ディック・フランシス、早川書房） 2001、のち文庫
- 『出走』（ディック・フランシス、ハヤカワ文庫） 2004

### ロス・マクドナルド
- 『別れの顔』（ロス・マクドナルド、早川書房） 1970、のち文庫
- 『暗いトンネル』（ロス・マクドナルド、創元推理文庫） 1972
- 『眠れる美女』（ロス・マクドナルド、早川書房） 1974、のち文庫
- 『ドルの向こう側』（ロス・マクドナルド、ハヤカワ文庫） 1981
- 『地中の男』（ロス・マクドナルド、ハヤカワ文庫） 1987

### ジェイムズ・ハドリー・チェイス
- 『クッキーの崩れるとき』（ハドリー・チェイス、創元推理文庫） 1971
- 『幸いなるかな、貧しき者』（ハドリー・チェイス、創元推理文庫） 1971
- 『射撃の報酬5万ドル』（ハドリー・チェイス、創元推理文庫） 1975

### ジョン・チーヴァー
- 『ブリット・パーク』（ジョン・チーヴァー、角川書店） 1972
- 『ワップショット家の人びと』（ジョン・チーヴァー、角川書店） 1972
- 『ワップショット家の醜聞』（ジョン・チーヴァー、角川書店） 1975

### ジョン・ブラックバーン
- 『薔薇の環』（ジョン・ブラックバーン、創元推理文庫） 1973
- 『小人たちがこわいので』（ジョン・ブラックバーン、創元推理文庫） 1973
- 『リマから来た男』（ジョン・ブラックバーン、創元推理文庫） 1974

### セシル・スコット・フォレスター
- 『砲艦ホットスパー』（セシル・スコット・フォレスター、ハヤカワ文庫） 1974 - 海の男 / ホーンブロワー・シリーズ
- 『燃える戦列艦』（セシル・スコット・フォレスター、ハヤカワ文庫） 1975 - 海の男 / ホーンブロワー・シリーズ
- 『ホーンブロワーの誕生』（セシル・スコット・フォレスター、高橋泰邦共訳、ハヤカワ文庫） 1978

### ジャック・ヒギンズ
- 『鷲は舞い降りた』（ジャック・ヒギンズ、早川書房） 1976、のち文庫
- 『裁きの日』（ジャック・ヒギンズ、早川書房） 1980、のち文庫
- 『ルチアノの幸運』（ジャック・ヒギンズ、早川書房） 1982、のち文庫
- 『テロリストに薔薇を』（ジャック・ヒギンズ、早川書房） 1984、のち文庫
- 『黒の狙撃者』（ジャック・ヒギンズ、早川書房） 1987、のち文庫
- 『狐たちの夜』（ジャック・ヒギンズ、早川書房） 1988、のち文庫
- 『鷲は飛び立った』（ジャック・ヒギンズ、早川書房） 1992、のち文庫

### ロバート・B・パーカー
- 『約束の地』（ロバート・B・パーカー、早川書房） 1978、のち文庫
- 『ユダの山羊』（ロバート・B・パーカー、早川書房） 1979、のち文庫
- 『銃撃の森』（ロバート・B・パーカー、早川書房） 1981、のち文庫
- 『レイチェル・ウォレスを捜せ』（ロバート・B・パーカー、早川書房） 1981、のち文庫
- 『初秋』（ロバート・B・パーカー、早川書房） 1982、のち文庫
- 『残酷な土地』（ロバート・B・パーカー、早川書房） 1983、のち文庫
- 『儀式』（ロバート・B・パーカー、早川書房） 1984、のち文庫
- 『拡がる環』  （ロバート・B・パーカー、早川書房） 1984、のち文庫
- 『ゴッドウルフの行方』（ロバート・B・パーカー、早川書房） 1984、のち文庫
- 『愛と名誉のために』（ロバート・B・パーカー、早川書房） 1984、のち文庫
- 『失投』ロバート・B・パーカー、ハヤカワ文庫） 1985
- 『告別』（ロバート・B・パーカー、早川書房） 1985、のち文庫
- 『キャッツキルの鷲』（ロバート・B・パーカー、早川書房） 1986、のち文庫
- 『海馬を馴らす』（ロバート・B・パーカー、早川書房） 1987、のち文庫
- 『蒼ざめた王たち』（ロバート・B・パーカー、早川書房） 1988、のち文庫
- 『誘拐』ロバート・B・パーカー、ハヤカワ文庫） 1989
- 『真紅の歓び』（ロバート・B・パーカー、早川書房） 1989、のち文庫
- 『プレイメイツ』（ロバート・B・パーカー、早川書房） 1990、のち文庫
- 『スターダスト』（ロバート・B・パーカー、早川書房） 1991、のち文庫
- 『晩秋』（ロバート・B・パーカー、早川書房） 1992、のち文庫
- 『ダブル・デュースの対決』（ロバート・B・パーカー、早川書房） 1993、のち文庫
- 『ペイパー・ドール』（ロバート・B・パーカー、早川書房） 1994、のち文庫
- 『歩く影』（ロバート・B・パーカー、早川書房） 1994、のち文庫
- 『過ぎ去りし日々』（ロバート・B・パーカー、早川書房） 1995、のち文庫
- 『虚空』（ロバート・B・パーカー、早川書房） 1995、のち文庫
- 『チャンス』（ロバート・B・パーカー、早川書房） 1996、のち文庫
- 『悪党』（ロバート・B・パーカー、早川書房） 1997、のち文庫
- 『突然の災禍』（ロバート・B・パーカー、早川書房） 1998、のち文庫
- 『暗夜を渉る』（ロバート・B・パーカー、早川書房） 1998、のち文庫
- 『沈黙』（ロバート・B・パーカー、早川書房） 1999、のち文庫
- 『忍び寄る牙』（ロバート・B・パーカー、早川書房） 1999、のち文庫
- 『ハガーマガーを守れ』（ロバート・B・パーカー、早川書房） 2000、のち文庫
- 『ポットショットの銃弾』（ロバート・B・パーカー、早川書房） 2001、のち文庫
- 『ガンマンの伝説』（ロバート・B・パーカー、早川書房） 2001、のち文庫
- 『笑う未亡人』（ロバート・B・パーカー、早川書房） 2002、のち文庫
- 『湖水に消える』（ロバート・B・パーカー、早川書房） 2002、のち文庫
- 『真相』（ロバート・B・パーカー、早川書房） 2003、のち文庫
- 『影に潜む』（ロバート・B・パーカー、早川書房） 2004、のち文庫
- 『背信』（ロバート・B・パーカー、早川書房） 2004、のち文庫
- 『冷たい銃声』（ロバート・B・パーカー、早川書房）、2005
- 『ダブルプレー』（ロバート・B・パーカー、早川書房） 2005、のち文庫